# هیچی غیر از بیت
«هیچی غیر از بیت» آلبومی از هنرمند اهل فرانسه داوید گتا است که در ۲۶ اوت ۲۰۱۱ منتشر شد.